# ژیانگلینگ موتورز
ژیانگلینگ موتورز (به انگلیسی: Jiangling Motors) شرکت خودروسازی چینی است، که از طریق مشارکت انتفاعی با شرکت خودروسازی فورد، اقدام به تولید وسایل نقلیه تجاری می‌نماید، همچنین از طریق مشارکت با شرکت چانگان موتورز نیز خودروهای سواری با برند لندویند تولید می‌کند.
ریشه‌های تأسیس این شرکت به سال ۱۹۵۲ بازمی‌گردد، که در قالب یک تعمیرگاه اتومبیل، در شهر نانچانگ فعالیت خود را آغاز کرد. در ۱۹۸۴ مونتاژ چند نمونه از کامیون‌های ایسوزو را آغاز کرد و در ۱۹۹۵ مشارکت با فورد آغاز گردید. دفتر مرکزی شرکت ژیانگلینگ موتورز در شهر نانچانگ، جیانگشی، جمهوری خلق چین قرار دارد و سهام آن در بازار بورس شنژن معامله می‌شود.

## توضیحات
1. ↑  Jiangling Investment is an equally-owned holding whose ultimate controllers are the Nanchang State-owned Assets Supervision and Administration Committee and the SASAC.